# Estrellas de la cocina
Estrellas de la cocina es un programa de televisión de telerrealidad gastronómico que busca impulsar la carrera culinaria de los participantes. Se estrenó el 29 de septiembre de 2024 en Televen y Televen Stream.

## Producción
El programa sería producido inicialmente por VePlus, luego por La Tele Tuya y finalmente por Televen. El proceso de casting inició en julio de 2024 en localidades como Distrito Capital, Puerto la Cruz y Maracaibo. Para la primera temporada se presentaron más de cuatro mil aspirantes, de los cuales solo 30 fueron seleccionados.
El programa es presentado por Andreína Castro y Leonardo Villalobos. Ángel Lozano y Víctor Moreno se desempeñan como jurado.

## Temporadas
| Temporada | Temporada | Participantes | Estreno                  | Final                   | Ganadores     |
| --------- | --------- | ------------- | ------------------------ | ----------------------- | ------------- |
|           | 1         | 30            | 29 de septiembre de 2024 | 16 de diciembre de 2024 | Yorvich Dorta |
|           | 2         | 12            | 6 de abril de 2025       | –                       | –             |

## Primera edición (2024)
La primera temporada salió al aire el 29 de septiembre de 2024. Durante el primer episodio fueron presentados a un grupo de 30 aspirantes los cuales fueron acreditados, sin embargo solo 16 fueron clasificados por el jurado, quienes seleccionaron cada uno a 8 de los competidores para formar parte de su equipo, estos equipos solo fueron usados a modo de mentoría de parte de los jurados, puesto que semana a semana se conformaron diversos grupos y parejas para cada reto.
Un tercer juez invitado participó en cada reto durante los doce episodios, entre ellos destacan el ex beisbolista Omar Vizquel.

### Participantes
Participante del equipo de Ángel Lozano.
     Participante del equipo de Víctor Moreno.
| Participante          | Participante            | Procedencia                 | Resultado           | Resultado              |
| --------------------- | ----------------------- | --------------------------- | ------------------- | ---------------------- |
|                       | Yorvich Dorta           | El Junquito, Caracas        | Ganador             | Episodio 11            |
|                       | Nataly Bastardo         | Aragua de Maturín, Monagas  | Subcampeona         | Episodio 11            |
|                       | Abraham Almoguera       | El Hatillo, Miranda         | 3.er finalista      | Episodio 11            |
|                       | Maria Victoria Bellorin |                             | 4.ª finalista       | Episodio 11            |
|                       | Angelica Urdaneta       | Maracaibo                   | Eliminada           | Episodio 11            |
|                       | Horacio Mendoza         | Caracas                     | Eliminado           | Episodio 11            |
|                       | Maria Fernanda Lugo     | Caracas                     | Eliminada           | Episodio 3 Episodio 11 |
|                       | Yeferson Colmenarez     | Táriba, Táchira             | Eliminado           | Episodio 11            |
|                       | Doralinda De Zambrano   | Amazonas                    | Abandono voluntario | Episodio 7             |
|                       | Zulmelys Vázquez        | Porlamar, Isla de Margarita | Eliminada           | Episodio 7 Episodio 2  |
|                       | Wilman Flores           | Caracas                     | Eliminado           | Episodio 6             |
|                       | Maria Gabriela Mijares  | Guatire, Miranda            | Eliminada           | Episodio 5             |
|                       | Nathalia Ruiz           | Petare, Miranda             | Eliminada           | Episodio 5             |
|                       | Jhaidiliz Rosario       | Carúpano, Sucre             | Eliminada           | Episodio 4             |
|                       | Maria Laura Molina      | Mérida                      | Eliminada           | Episodio 3             |
|                       | Zorba Elías Perez       | Caracas                     | Eliminado           | Episodio 2             |
|                       | Deyson Arismendi        |                             | Sin cupo            | Episodio 1             |
| Elizabeth López       | Guárico                 |                             | Sin cupo            | Episodio 1             |
| Francis Mijares       |                         |                             | Sin cupo            | Episodio 1             |
| Gael Zapata           | Apure                   |                             | Sin cupo            | Episodio 1             |
| Henry Ruiz            |                         |                             | Sin cupo            | Episodio 1             |
| Ivón González         | Monagas                 |                             | Sin cupo            | Episodio 1             |
| Jerri Gallardo        |                         |                             | Sin cupo            | Episodio 1             |
| Joyner Molina         |                         |                             | Sin cupo            | Episodio 1             |
| Juan Ramos            |                         |                             | Sin cupo            | Episodio 1             |
| Kendrew Pérez         |                         |                             | Sin cupo            | Episodio 1             |
| Norka Rojas           |                         |                             | Sin cupo            | Episodio 1             |
| Rafaelangel Villaroel |                         |                             | Sin cupo            | Episodio 1             |
| Railenis González     |                         |                             | Sin cupo            | Episodio 1             |
| Yraida Guerrero       |                         |                             | Sin cupo            | Episodio 1             |

### Episodios
Los índices de audiencia no son de dominio público en Venezuela, esto debido a regularizaciones por parte de CONATEL.
| N.º (total) | N.º (temp.) | Título        | Estreno                  |
| ----------- | ----------- | ------------- | ------------------------ |
| 1           | 1           | «Episodio 1»  | 29 de septiembre de 2024 |
| 2           | 2           | «Episodio 2»  | 6 de octubre de 2024     |
| 3           | 3           | «Episodio 3»  | 13 de octubre de 2024    |
| 4           | 4           | «Episodio 4»  | 20 de octubre de 2024    |
| 5           | 5           | «Episodio 5»  | 27 de octubre de 2024    |
| 6           | 6           | «Episodio 6»  | 3 de noviembre de 2024   |
| 7           | 7           | «Episodio 7»  | 17 de noviembre de 2024  |
| 8           | 8           | «Episodio 8»  | 24 de noviembre de 2024  |
| 9           | 9           | «Episodio 9»  | 1 de diciembre de 2024   |
| 10          | 10          | «Episodio 10» | 8 de diciembre de 2024   |
| 11          | 11          | «Episodio 11» | 16 de diciembre de 2024  |

## Segunda edición (2025)
La segunda temporada fue anunciada el 4 de febrero de 2025, estrenándose el 6 de abril de 2025. Esta vez la lista de concursantes está conformada por personalidades del medio televisivo.
Un tercer juez invitado participó en cada reto durante los doce episodios, entre ellos destacan la actriz Rosario Prieto y Alexandra Braun.

### Participantes
| Participante              | Conocido por                      | Resultado | Resultado  | Ref.   |
| ------------------------- | --------------------------------- | --------- | ---------- | ------ |
| Anmarie Camacho           | Conductora y Locutora             |           |            | [ 9 ]  |
| Carlos Guillermo Haydon   | Actor                             | [ n. 2 ]  |            | [ 10 ] |
| Richard Linares           | Preparador físico de misses       |           |            | [ 11 ] |
| Roxana Díaz               | Actriz e Influencer               |           |            | [ 12 ] |
| Sabrina Veris             | Conductora e Influencer           |           |            | [ 13 ] |
| Susan Carrizo             | Empresaria y Miss Venezuela Mundo |           |            | [ 14 ] |
| Rolando Padilla           | Actor                             | Eliminado | Episodio 8 | [ 15 ] |
| Carmen Julia Álvarez      | Actriz                            | Eliminada | Episodio 7 | [ 16 ] |
| Adrián Delgado            | Actor                             | Eliminado | Episodio 6 | [ 17 ] |
| Juan Miguel               | Cantante                          | Eliminado | Episodio 6 | [ 18 ] |
| Liliana Meléndez          | Actriz                            | Eliminada | Episodio 4 | [ 19 ] |
| Gaetano "El Che" Ruggiero | Actor y humorista                 | Eliminado | Episodio 3 | [ 20 ] |

### Episodios
Los índices de audiencia no son de dominio público en Venezuela, esto debido a regularizaciones por parte de CONATEL.
| N.º (total) | N.º (temp.) | Título       | Estreno             |
| ----------- | ----------- | ------------ | ------------------- |
| 12          | 1           | «Episodio 1» | 6 de abril de 2025  |
| 13          | 2           | «Episodio 2» | 13 de abril de 2025 |
| 14          | 3           | «Episodio 3» | 20 de abril de 2025 |
| 15          | 4           | «Episodio 4» | 27 de abril de 2025 |
| 16          | 5           | «Episodio 5» | 4 de mayo de 2025   |
| 17          | 6           | «Episodio 6» | 11 de mayo de 2025  |
| 18          | 7           | «Episodio 7» | 18 de mayo de 2025  |
| 19          | 8           | «Episodio 8» | 25 de mayo de 2025  |